# John Pelphrey
John Leslie Pelphrey (Paintsville, 18 luglio 1968) è un allenatore di pallacanestro ed ex cestista statunitense.